# Атанас Миховски
Атанас Георгиев Миховски е български революционер, деец на Българската комунистическа партия.

## Биография
Миховски е роден през 1895 година в костурското село Косинец, тогава в Османската империя, днес Йеропиги, Гърция. След Междусъюзническата война семейството му емигрира в България и се установява във Варна. Участва в Първата световна война, като на фронта става социалист. След войната в 1919 година става член на БКП във Варна. В 1920 година е принуден да напусне Варна от властите и се установява в Горна Джумая, където работи като шивач, а от 1922 година е архивар в градския мирови съд. По време на Септемврийското въстание е член на Горноджумайския отряд. Арестуван е, но по-късно е освободен и продължава да се занимава с комунистическа дейност. През януари 1924 година става първия секретар на околийския комитет на БКП след въстанието, който играе ролята и на окръжен. Участва във Витошката конференция през май 1924 година.
На 3 декември 1924 година е отвлечен от дейци на ВМРО, откаран в село Грамада край Горна Джумая, където е измъчван и убит на 6 декември. Според други източници е арестуван и убит в полицейското управление в града.